# 伊藤文大
伊藤 文大（いとう ふみお、1947年8月2日 - 2017年3月1日 ）は、日本の経営者。クラレ社長、会長を務めた。福島県出身。

## 来歴・人物
1971年に東京大学経済学部を卒業し、同年にクラレに入社した。2003年に執行役員に就任し、2006年6に常務を経て、2008年4月には社長に就任した。2013年6月から2016年3月までに会長を務めた。
2017年3月1日に心不全のために死去。69歳没。